# ملكة جمال الولايات المتحدة الأمريكية 1955
ملكة جمال الولايات المتحدة الأمريكية 1955 (بالإنجليزية: Miss USA 1955)‏ هي النسخة الرابعة من مسابقة ملكة جمال الولايات المتحدة الأمريكية منذ انطلاقتها عام 1952، عقدت المسابقة في 20 يوليو 1955 في قاعة بلدية لونغ بيتش في لونغ بيتش، كاليفورنيا وفازت بالمسابقة كارلين كينغ جونسون من ولاية فيرمونت ، توجت من قبل ملكة المنتهية ولايتها ميريام ستيفنسون من كارولاينا الجنونبية. ذهبت كينغ جونسون لتحتل المركز الخامس عشر في الدور نصف النهائي في مسابقة ملكة جمال الكون 1955. وذهبت مارغريت هايوود، الوصيفة الأولى في وقت لاحق إلى لندن لحضور مسابقة ملكة جمال العالم 1955 لتحتل المركز الثاني بعد فنزويلا سوزانا دويجم.

## النتائج

### المراكز النهائية
| ملكة جمال الولايات المتحدة الأمريكية 1955                       | - فيرمونت - كارلين كينغ جونسون |
| الوصيفة الأولى ملكة جمال العالم الولايات المتحدة الأمريكية 1955 | - أركنساس - مارجريت هايوود |
| الوصيفة الثانية                                                 | - نبراسكا - دونا ستريفر |
| الوصيفة الثالثة                                                 | - كاليفورنيا - دونا شور |
| الوصيفة الرابعة                                                 | - جورجيا - كارولان كونور |
| أفضل 15                                                         | - كولورادو - دوروثي بيولي - فلوريدا - مارليس جيسلر - إلينوي - ديان دانيجليس - نيو مكسيكو - جوان شوارتز - نيويورك - جانيت كادليجيك - مدينة نيويورك - باتريشيا أوكان - كارولاينا الجنوبية - سارة ستون - تكساس - ماري دوترس - واشنطن - شيرلي جيفينز - ويسكونسن - جين بولاي |

## المتسابقات
شاركت متسابقات الولايات في مسابقة ملكة جمال الولايات المتحدة الأمريكية 1955:
| - أريزونا - باتي ماركس - أركنساس - أركنساس - مارغريت هايوود - كاليفورنيا - دونا شور - كولورادو - دوروثي بيولي - كونيتيكت - جين بارتولوتا - ديلاوير - هيلين بلاكويل - فلوريدا - مارليس جيسلر - جورجيا - كارولان كونور - إلينوي - ديان دانيجليس - إنديانا - ماري واسيك - آيوا - جيري كول - لويزيانا - ميرلين جارسيا - ماريلاند - جلوريا كينج - ماساتشوستس - جان ديرناغو - ميامي بيتش - بيفرلي ماسترز - ميشيغان - مارثا سميث - مينيسوتا - سالي آن كولومبو - ميزوري - جانيت كوكر - نبراسكا - دونا ستريفير - نيوهامبشير - باتريشيا موري - نيو جيرسي - بيفرلي روجرز - نيومكسيكو - جوان شوارتز | - نيويورك - جانيت كادليجيك - مدينة نيويورك - باتريشيا أوكان - كارولاينا الشمالية - ماري راتليف - داكوتا الشمالية - جوان سميث - أوهايو - كارول هاجرمان - أوريغون - روز كورتشا - بنسيلفانيا - ماريان ماركوس - فيلادلفيا - دوريس كلاين - رود آيلاند - بيفرلي جانسن - كارولاينا الجنوبية - سارة ستون - داكوتا الجنوبية - فيليس شوكيت - سانت لويس - بيني بريتشارد - تينيسي - باربرا جورلي - تكساس - ماري دوتيرز - يوتا - ميرنا راسموسن - فيرمونت - كارلين كينغ جونسون - فرجينيا - جيني أسبل - واشنطن - شيرلي جيفينز - فيرجينيا الغربية - باربرا تاكر - ويسكونسن - جين بولاي - وايومنغ - باربرا لاتا |

## روابط خارجية
- موقع ملكة جمال الولايات المتحدة الأمريكية الرسمي